# Associació Professional de la Magistratura
L'Associació Professional de la Magistratura (APM) és una de les cinc associacions professionals de jutges espanyols. ja que els jutges espanyols tenen prohibit pertànyer a sindicats, les associacions professionals com l'APM han adoptat el paper tradicional de protegir els drets i condicions laborals dels jutges. APM és la més gran de les associacions de jutges, magistrats i magistrats del Tribunal Suprem d'Espanya i és considerada tradicionalment com a ideològicament conservadora.
Està constituïda a l'empara de l'article 127 de la Constitució Espanyola i 401 de la Llei Orgànica de Poder Judicial. En 2008 l'associació està integrada per més de 1.300 jutges i magistrats, sent membre de la Unió Internacional de Magistrats amb seu a Roma.
El seu objecte és la defensa de la carrera judicial, dels seus interessos professionals i la realització d'activitats encaminades al servei de la justícia en general. Les línies que vertebren la ideologia de l'associació són, segons declaren els seus estatuts:
a) La legitimació del Jutge que es produeix de forma democràtica perquè la sobirania popular, a través de la Constitució, ha dipositat la seva confiança en un poder judicial professional i en una justícia tècnica no supeditada al sufragi universal.
b) La independència judicial, que es configura com una garantia del ciutadà i no com un privilegi del jutge, sent un postulat constitucional, que tots els poders públics es troben obligats a respectar i el Consell General del Poder Judicial a garantir, i que exigeix, en primer lloc, que hagi de preservar-se el jutge de qualsevol intromissió en el moment final de la seva decisió, que constitueix el nucli de la institució.
c) Neutralitat política, que implica que el jutge es troba sotmès, exclusivament, a l'ordenament jurídic, i que la seva voluntat de submissió únicament a imperatius jurídics.
d) Respecte al principi de la legalitat, que vol dir que correspon al jutge l'estricte respecte al sistema de producció de normes jurídiques, l'enumeració de les quals i jerarquia s'atribueix constitucionalment a la decisió política, però la complexa realitat de la qual normativa necessita interpretació o integració.
i) Professionalitat, que subratlla la condició del jutge, com a tècnic de Dret, jurídicament tècnic, imparcial, políticament neutral, econòmicament suficient, i servidor públic per la seva condició de membre d'un dels tres poders de l'Estat, el poder judicial.